# Zachary Cale

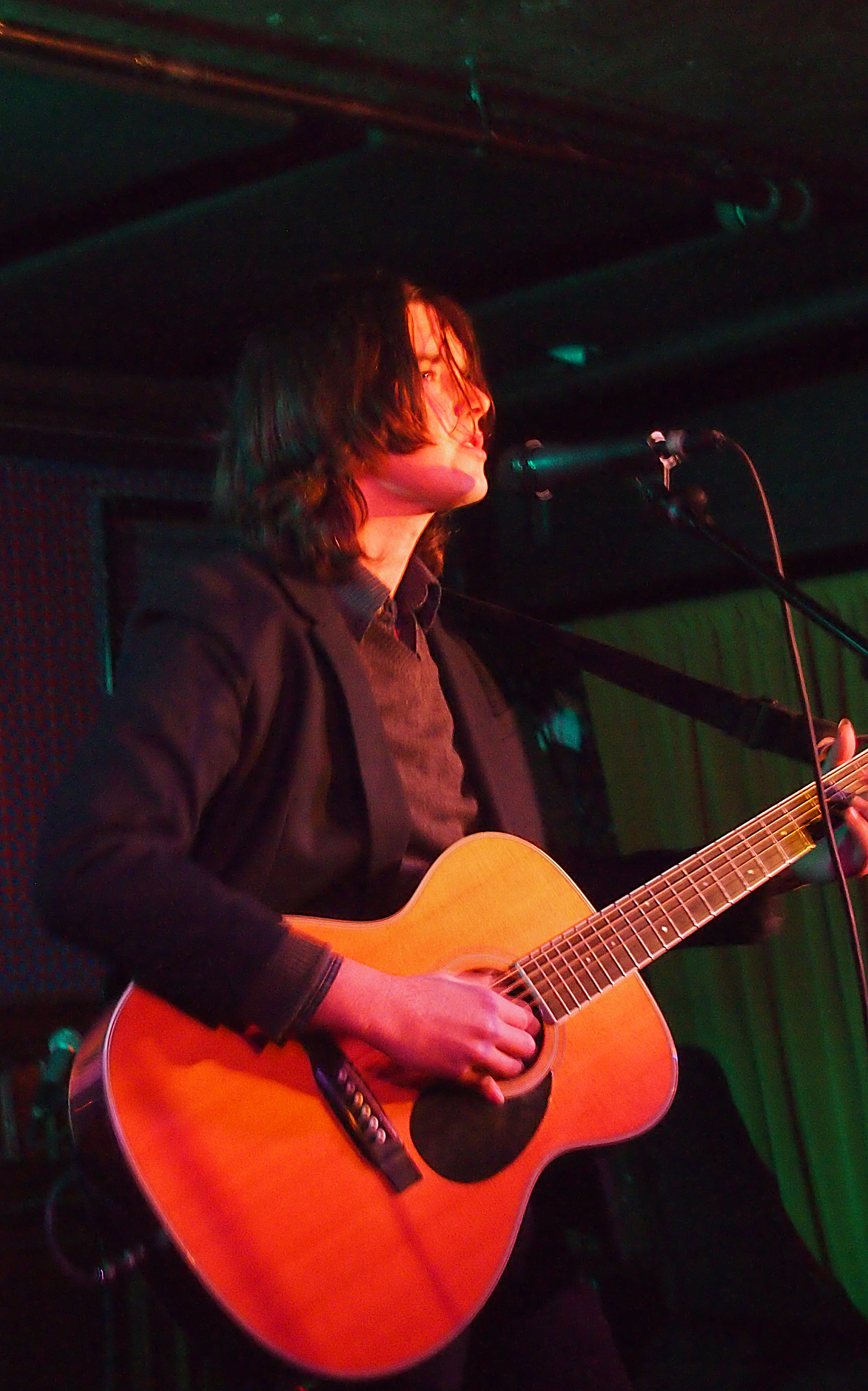
Zachary Cale 2013

Zachary Cale (* 12. November 1978 in Covington, Louisiana) ist ein US-amerikanischer Singer-Songwriter.

## Leben
Cales Musik reicht von folkigen Balladen über traditionellere, von Blues- und amerikanischer Rootsmusik beeinflusste Musikstücken. Daneben bewegt er sich auch im Bereich der Popmusik. Er tourte durch die USA und Europa, wobei er sich bei den meisten Konzerten nur selbst auf der Westerngitarre begleitete. Auf seinen Studioproduktionen und bei einigen Konzerten lässt er sich von der The Rain Band begleiten, deren Besetzung häufig wechselt.
Cale und seine Musik wurden von Musikkritikern bereits mit Größen des Genres wie Bob Dylan, Townes Van Zandt, Neil Young oder Leonard Cohen verglichen, wobei ihn das Onlinemagazin Pop Matters gar den „best singer-songwriter working right now“ nannte.
Neben seiner Tätigkeit als Musiker betreibt Cale das Plattenlabel All Hands Electric, auf dem Auch die Bands wie Virginia Plain, The Gang Violets, Plates of Cake Alben veröffentlichten.

## Diskographie

### Alben
- 2005: Outlander Sessions
- 2008: Walking Papers
- 2008: See-Saw (mit Illuminations)
- 2011: Noise of Welcome
- 2012: Live on WNUR (mit The Rain Band)
- 2012: The Bootleg: Live at Galerie Rademann, Schwarzenberg October 28th, 2012
- 2013: Blue Rider
- 2013: Low Light Roughs
- 2015: Duskland
- 2020: False Spring
- 2022: Skywriting
- 2024: Next Year's Ghost